# 2020年東京パラリンピックのマラウイ選手団
2020年東京パラリンピックのマラウイ選手団は、2021年8月24日から9月5日まで日本の東京で開催された2020年東京パラリンピックマラウイ選手団の名簿。

## 選手団
- 人員: 選手 1人
- 開会式旗手: タオネレ・バンダ

## 種目別選手・スタッフ名簿及び成績

### 陸上
| 選手             | 種目          | 予選      | 予選       | 決勝     | 決勝     |
| 選手             | 種目          | 結果      | 順位       | 結果     | 順位     |
| ---------------- | ------------- | --------- | ---------- | -------- | -------- |
| タオネレ・バンダ | 女子400m T13  | 1分11秒74 | 15位 (5着) | 予選敗退 | 予選敗退 |
| タオネレ・バンダ | 女子1500m T13 | 5分52秒14 | 13位 (7着) | 予選敗退 | 予選敗退 |